# Villiersicometes lineatus
Villiersicometes lineatus är en skalbaggsart som först beskrevs av Jean François Villiers 1958.  Villiersicometes lineatus ingår i släktet Villiersicometes och familjen långhorningar. Inga underarter finns listade i Catalogue of Life.